# Кузнецово (Ельнинский район)
Кузнецо́во   — деревня  в  Смоленской области России,  в Ельнинском районе. Население — 1 житель (2017 год). Расположена в юго-восточной части области  в 11,5  км к северо-востоку от города Ельня, в 11 км восточнее автодороги Р137 Сафоново — Рославль, на левом берегу реки Усия. Входит в состав Бобровичского сельского поселения.